# Parafia św. Jadwigi w Southbridge
Parafia św. Jadwigi w Southbridge (ang. St. Hedwig’s Parish) – parafia rzymskokatolicka położona w Southbridge, Massachusetts, Stany Zjednoczone.
Jest ona jedną z wielu etnicznych, polonijnych parafii rzymskokatolickich w Nowej Anglii z mszą świętą w języku polskim dla polskich imigrantów.
Ustanowiona w 1916 roku. Parafia została dedykowana św. Jadwidze Andegaweńskiej.
1 lipca 2011 parafia św. Jadwigi została zamknięta.